# Pistolet maszynowy SCK Model 66
Model 66 (jap. ニューナンブM66短機関銃 Nyū nambu M66 tankikanjū) – japoński pistolet maszynowy skonstruowany w latach 60. XX wieku i produkowany na zamówienie Japońskich Sił Samoobrony przez tokijską firmę Shin Chūō Kōgyō. Jest to udoskonalona wersja pistoletu maszynowego Model 65 (modyfikacja miała na celu obniżenie szybkostrzelności z 550 do 465 strz/min).
Model 66 jest bronią wzorowaną na konstrukcji szwedzkiego pistoletu maszynowego Carl Gustaf m/45.

## Opis
Model 66 był bronią samoczynną. Zasada działania oparta na odrzucie zamka swobodnego. Mechanizm spustowy umożliwia prowadzenie ognia wyłącznie seriami. Broń zabezpieczało się zamykając pokrywkę otworu wyrzutowego łusek co powodowało zablokowanie zamka (rozwiązanie wzorowane na zastosowanym w pistolecie maszynowym M3). Drugim bezpiecznikiem jest bezpiecznik chwytowy umieszczony za gniazdem magazynka. Dodatkowo Model 66 wyposażono w bezpiecznik zapobiegający strzałom przypadkowym spowodowanych częściowym odciągnięciem zamka (np. wskutek upadku broni kolbą w dół). Bezpiecznik automatycznie zatrzymuje zamek jeśli cofnie się on na odległość większą niż 23, a mniejszą niż 85 mm.
Model 66 był bronią zasilaną z magazynków pudełkowych, dwurzędowych o pojemności 30 naboi.
Lufa w osłonie.
Kolba składana na prawy bok komory zamkowej. Przyrządy celownicze mechaniczne (celownik przerzutowy, przeziernikowy).